# Acqua passata (Chiamamifaro)
Acqua passata è un singolo della cantautrice italiana Chiamamifaro, pubblicato il 30 maggio 2025 come quarto estratto dal terzo EP Lost & Found.

## Descrizione
Il brano, scritto dalla stessa cantautrice con Elisa Mariotti e Riccardo Zanotti, è prodotto da Enrico Brun e ha anticipato l'uscita dell'EP Lost & Found, pubblicato il 6 giugno 2025.

## Video musicale
Il video musicale, diretto da Matteo Croci, è stato pubblicato in concomitanza all'uscita del brano attraverso il canale YouTube della cantautrice.

## Tracce
Testi di Angelica Cristina Gori, Elisa Mariotti e Riccardo Zanotti, musiche di Elisa Mariotti e Riccardo Zanotti.
1. Acqua passata – 2:59